# If Day

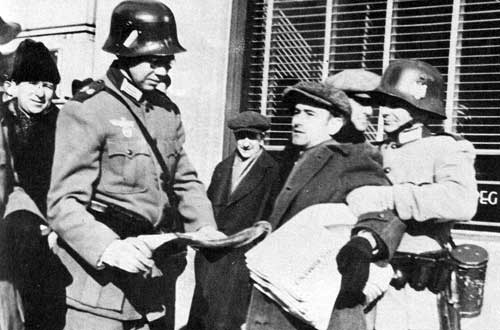
Alcuni soldati vestiti da nazisti durante l'If Day

L'If Day, in francese Si un jour (letteralmente, "se un giorno"), fu l'imponente simulazione di un'invasione nazista della città canadese di Winnipeg, Manitoba e delle zone limitrofe che ebbe luogo il 19 febbraio 1942. Organizzata dalla Greater Winnipeg Victory Loan Organization, condotta all'epoca da John Draper Perrin, fu la più grande esercitazione militare a Winnipeg in quel periodo.
La simulazione prevedeva un combattimento tra truppe canadesi e volontari, questi ultimi travestiti con divise tedesche, l'arresto di alcuni politici, l'imposizione delle leggi naziste e una parata. L'evento, che era volto a pubblicizzare la raccolta di fondi per finanziare lo sforzo bellico del Canada durante la Seconda guerra mondiale, fece stanziare più di tre milioni di dollari canadesi.
Questo episodio è stato raccontato in un documentario del 2006 ed è presente nel film di Guy Maddin My Winnipeg.

## Antefatto
L'If Day fu parte di una complessa campagna per favorire l'acquisto delle obbligazioni "della vittoria" (i cosiddetti Victory Bonds o Canada Savings Bond) che erano emesse per raccogliere fondi per finanziare le spese militari canadesi e vendute in tutto lo Stato. La campagna, nata per promuovere questi buoni durante la Seconda guerra mondiale, iniziò il 16 febbraio 1942 e continuò fino al 9 marzo dello stesso anno. L'obiettivo della raccolta fondi era quello di ottenere 45 milioni di dollari (che corrispondono a 620 del 2011), stimando in 24.5 milioni quelli provenienti da Winnipeg, capoluogo della provincia di Manitoba.
Gli organizzatori speravano che la simulazione avrebbe smosso l'opinione pubblica non direttamente coinvolta nella guerra.
La branca locale del National War Finance Committee, la Greater Winnipeg Victory Loan Committee, organizzò la simulazione sotto l'esecutivo di John Draper Perrin: il Manitoba venne dapprima suddiviso in 45 sezioni, ciascuna delle quali avrebbe dovuto fruttare 1 milione di dollari, via via che i soldi venivano raccolti, le singole sezioni venivano liberate dall'esercito canadese scacciando gli "occupanti nazisti" (in realtà dei volontari locali della Young Men's Board of Trade).
La mappa venne quindi esposta all'incrocio tra la Portage e la Main, che era il principale incrocio della città. Sebbene l'iniziativa fosse stata anticipata dai giornali locali, colse di sorpresa alcuni cittadini. Nel nord Minnesota, per prevenire il panico e la fuga verso i rifugi, i residenti vennero anche avvisati della possibilità di drammatiche comunicazioni radio in concomitanza con l'evento.
Aerei della Royal Canadian Air Force vennero riverniciati con una livrea simile a quella nazista e fatti passare sopra la città il 18 febbraio, quello stesso giorno a Selkirk, una piccola cittadina a nord-est di Winnipeg. Venne anche simulato un bombardamento e un black-out di un'ora in preparazione all'evento.

## Eventi
La simulazione militare, la più grande che si tenne a Winnipeg, coinvolse 3.500 unità dell'esercito canadese ed ebbe un costo complessivo di circa 3.000 dollari canadesi.
I difensori vennero comandati dai colonnelli E. A. Pridham e D. S. McKay, mentre le truppe vennero raccolte dal 18º reggimento corazzato (anche noto come 12° dragoni di Manitoba), dal 10° del genio, dalle guardie veterane del Canada (di cui oltre 300 veterani della prima guerra mondiale), dai Royal Winnipeg Rifles (anche noti come "Little Black Devils"), dai granatieri di Winnipeg e dai The Queen's Own Cameron Highlanders of Canada, e completate da un variegato gruppo di riservisti e gruppi cittadini.
Gli invasori nazisti, invece, che provenivano dai Young Men's Board of Trade, utilizzavano uniformi prese da Hollywood e si erano disegnati delle cicatrici sul volto, erano comandati da Eric von Neurenberg.
Le pattuglie "naziste" giunsero in città prima delle 5.30 del 19 febbraio, un annunciatore radio fu arrestato e il suo microfono venne usato per le comunicazioni radio. Alle 5.45, le truppe di von Neurenberg si riunirono nella parte occidentale di Winnipeg; le truppe canadesi, invece, entrarono in città alle 6.30 del mattino alle caserme Fort Osborne e alle armerie Minto e Macgregor.
Alle 7 del mattino vennero fatte suonare le sirene antiaereo e venne ordinato un black-out in preparazione all'invasione, la guerra lampo aerea iniziò prima delle 7 con dei bombardamenti simulati, mentre alle 7.03 le truppe iniziarono il loro assalto alla città, difesa da un ridotto gruppo di soldati assistiti da alcuni membri della comunità. I difensori formarono un perimetro attorno all'area industriale e al centro cittadino, a una distanza di circa cinque chilometri dal municipio, distanza poi ridotta a soli 3 chilometri alle 7.45.